# Важев, Виталий Андреевич
Виталий Андреевич Важев (родился 15 ноября 1990 года) — российский регбист, столб команды Стрела.
Мастер спорта по регби.
Образование — Казанский Государственный Энергетический Университет по специальности теплоэнергетика и теплотехника.
Профессиональная переподготовка — современные технологии спортивной тренировки в избранном виде спорта.
С 2008 по 2019 год выступал за регбийный клуб «Энергия».
В 2019 году перешёл в казанскую «Стрелу».

## Достижения
- Чемпион Высшей лиги по регби-15 в 2015 году
- Чемпион России по пляжному регби в 2016 году
- Обладатель Кубка России по пляжному регби в 2016 и 2018 году
- Бронзовый призёр Высшей лиги по регби-15 в 2019 году